# Cteniscus leptonyx
Cteniscus leptonyx är en stekelart som först beskrevs av Mason 1955.  Cteniscus leptonyx ingår i släktet Cteniscus och familjen brokparasitsteklar. Inga underarter finns listade i Catalogue of Life.